# Logement van Leiden

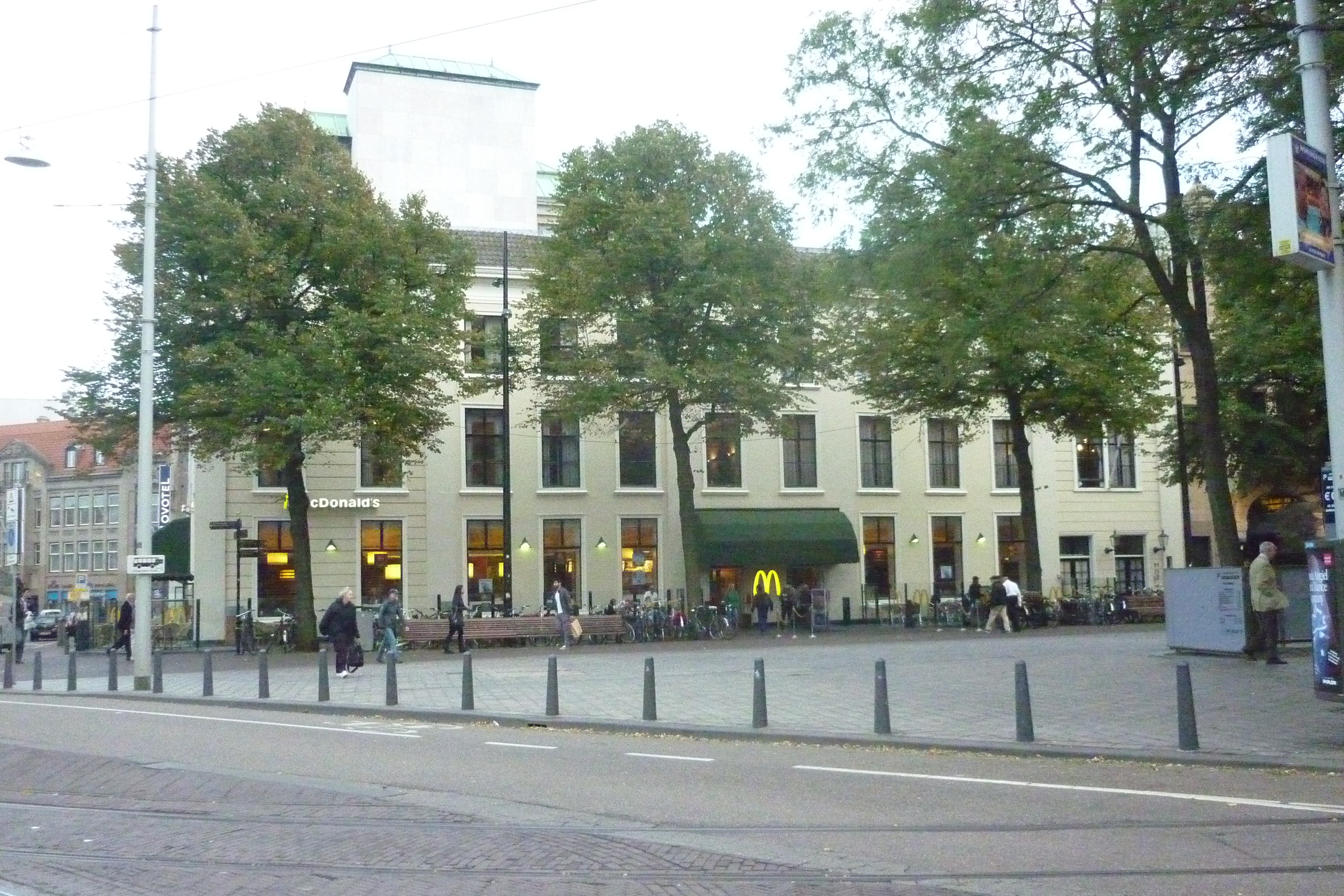
Buitenhof 22 in 2011

Het Logement van Leiden is een gebouw aan het Buitenhof 22 in Den Haag.
Het logement werd in 1636 gekocht en is tot 1799 gebruikt. Er was toen een poort voor het gebouw en het wapen van Leiden werd toen op het gebouw aangebracht. Beide zijn verdwenen. Het gebouw werd verkocht aan de Besognekamer, die na de komst van de Fransen hun pand op het Binnenhof moest verlaten. 
Veel steden hadden in de 17de eeuw een eigen logement in Den Haag voor hun afgevaardigden ter vergadering van de Staten van Holland.